# Gouvernement Abdoulkader Kamil Mohamed
 (août 2025).
République de Djibouti
Gouvernement Dileita 
Le gouvernement Abdoulkader Kamil Mohamed (en arabe : حكومة عبد القادر كمال محمد / H̦akouma ʿAbd âlq oulqâder Kamâl Moh̦amed) est le sixième gouvernement de la république de Djibouti (depuis 1992), nommé le 30 mars 2013 par le président Ismaïl Omar Guelleh à la suite des élections législatives de février 2013.

## Composition
À la suite des décrets présidentiels no 2013-044/PRE et no 2013-045/PRE du 30 mars 2013,, le gouvernement compte :
- 18 ministres hommes pour 1 ministre femme ;
- 2 ministres délégués hommes ;
- 1 secrétaire d’État homme pour 2 secrétaires d’État femmes.

### Premier ministre
| Fonction                                      | Image | Nom                       |  | Parti |
| --------------------------------------------- | ----- | ------------------------- |  | ----- |
| Premier ministre de la république de Djibouti |       | Abdoulkader Kamil Mohamed |  | RPP   |

### Ministres
| Fonction                                                                                             | Image | Nom                           |  | Parti |
| --- | ----- | ----------------------------- |  | ----- |
| Ministre de la Justice et des Affaires pénitentiaires, chargé des Droits de l’homme                  |       | Ali Farah Assoweh             |  |       |
| Ministre de l’Économie et des Finances                                                               |       | Ilyas Moussa Dawaleh          |  |       |
| Ministre de la Défense                                                                               |       | Hassan Darar Houffaneh        |  |       |
| Ministre des Affaires étrangères et de la Coopération internationale, porte-parole du gouvernement   |       | Mahamoud Ali Youssouf         |  | Ind.  |
| Ministre de l’Intérieur                                                                              |       | Hassan Omar Mohamed Bourhan   |  |       |
| Ministre du Budget                                                                                   |       | Bodeh Ahmed Robleh            |  |       |
| Ministre de la Santé                                                                                 |       | Kassim Issak Osman            |  |       |
| Ministre de l’Éducation nationale et de la Formation professionnelle                                 |       | Djama Elmi Okieh              |  |       |
| Ministre de l’Enseignement supérieur et de la Recherche                                              |       | Nabil Mohamed Ahmed           |  |       |
| Ministre de l’Agriculture, et de l’Eau, de la Pêche, de l’Élevage et des Ressources halieutiques     |       | Mohamed Ahmed Awaleh          |  |       |
| Ministre de l’Équipement et des Transports                                                           |       | Moussa Ahmed Hassan           |  |       |
| Ministre des Affaires musulmanes, de la Culture, et des Biens wakfs                                  |       | Aden Hassan Aden              |  |       |
| Ministre de l’Énergie, chargé des Ressources naturelles                                              |       | Ali Yacoub Mahamoud           |  |       |
| Ministre de la Communication, chargé des Postes et des Télécommunications                            |       | Ali Hassan Bahdon             |  |       |
| Ministre du Travail, chargé de la Réforme de l’administration                                        |       | Abdi Houssein Ahmed           |  |       |
| Ministre de l’Habitat, de l’Urbanisme et de l’Environnement                                          |       | Mohamed Moussa Ibrahim Balala |  |       |
| Ministre de la Promotion de la femme et du Planning familial, chargé des Relations avec le Parlement |       | Hasna Barkat Daoud            |  |       |

### Ministres délégués
| Fonction | Image | Nom                   |  | Parti |
| --- | ----- | --------------------- |  | ----- |
| Ministre délégué auprès du ministre des Affaires étrangères chargé de la Coopération internationale                                                                           |       | Ahmed Ali Silay       |  |       |
| Ministre délégué auprès du ministre de l’Économie et des Finances chargé du Commerce, des Petites et moyennes entreprises, de l’Artisanat, du Tourisme et de la Formalisation |       | Hassan Ahmed Boulaleh |  |       |

### Secrétaires d’État
| Fonction                                                                                                   | Image | Nom                   |  | Parti |
| --- | ----- | --------------------- |  | ----- |
| Secrétaire d’État chargé de la Solidarité nationale                                                        |       | Zahra Youssouf Kayad  |  |       |
| Secrétaire d’État auprès du ministre de l’Habitat, de l’Urbanisme et de l’Environnement chargé du Logement |       | Hassan Ahmed Boulaleh |  |       |
| Secrétaire d’État à la Jeunesse et aux Sports                                                              |       | Hassan Ahmed Boulaleh |  |       |